# 마니푸르 왕국

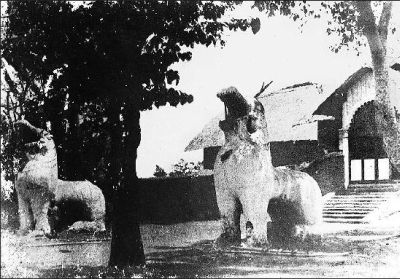
마니푸르 메이테이 왕가의 옛 저택인 캉글라 요새에 있는 캉글라 우트라 상글렌. 정문 앞에 서 있는 캉글라 샤(메이테이 용사자)의 두 조각상은 1891년 영국-마니푸르 전쟁 이후 파괴됐으나 최근에 마니푸르 주정부에 의해 복원됐다.

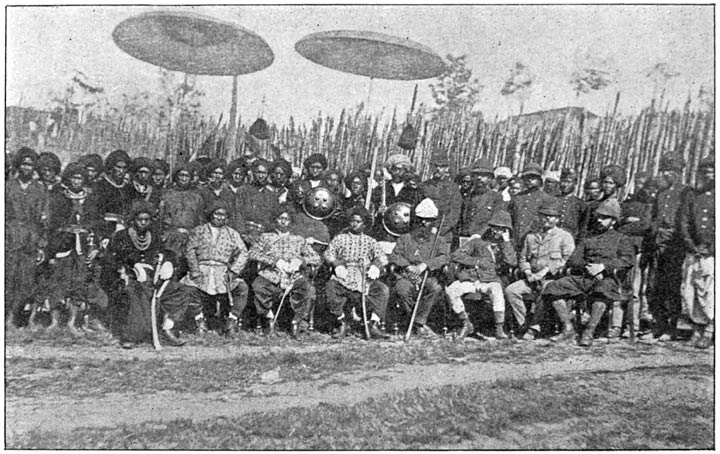
1880년 나가족 공성전에서 요새를 구해낸 후 찍은 마니푸르 왕자, 존스톤 대령, 탕갈 소령, 코히마의 유럽 장교들의 사진.

마니푸르의 마하라자인 메이테이 왕 감비르 싱이 나가랜드의 메이테이 지배의 증언으로 세운 코히마 석각.

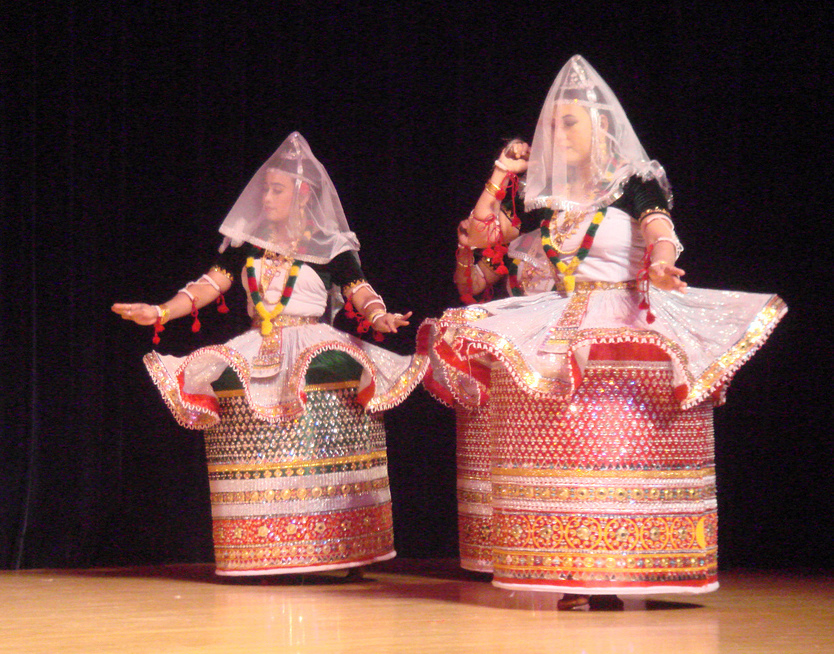
마니푸르 고전 무용은 마니푸르의 마하라자인 메이테이 왕 라자시 바기야찬드라에 의해 발전되었다.

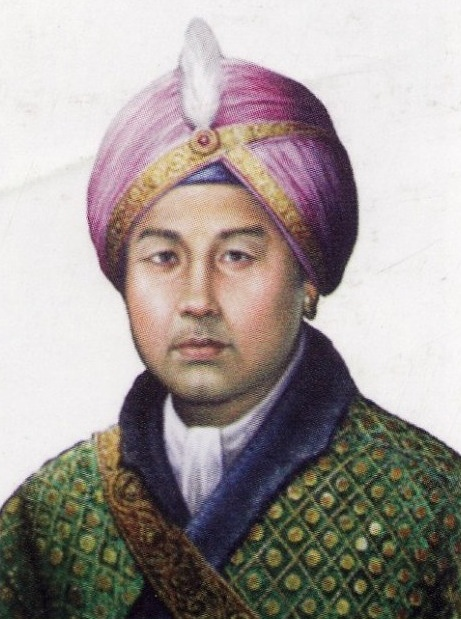
라자 감비르 싱(1788-1834)은 버마 점령으로부터 왕국을 되찾기 위해 영국의 종주권을 받아들였다.

마니푸르 왕국(마니푸리어: Meetei Leipak)은 오늘날의 인도-미얀마 국경에 존재했던 왕국이다. 역사적으로 마니푸르는 닝토우자 왕조가 통치하던 독립 왕국이었다. 그러나 또한 다양한 시기에 버마계 왕국들의 침략을 받고 지배를 받기도 하였다. 마니푸르 왕국은 1824년부터 영국 동인도 회사의 보호국이 되었고, 1891년에는 영국령 인도의 번왕국이 되었다. 이 나라는 서쪽으로는 아삼, 동쪽으로는 영국령 버마와 국경을 접했고, 20세기에는 22,327 평방 킬로미터의 면적을 차지했고 467개의 마을을 포함했다. 수도는 임팔이었다.

## 같이 보기
- 인도의 정치 통합

## 서지
- Laichen, Sun (2003). “Military Technology Transfers from Ming China and the Emergence of Northern Mainland Southeast Asia (c. 1390-1527)”. 《Journal of Southeast Asian Studies》 (Cambridge University Press) 34 (3): 495–517. doi:10.1017/S0022463403000456. JSTOR 20072535. S2CID 162422482.
- Agnihotri, S. K. (1996), 〈Constitutional Development in North-East India since 1947〉,   B. Datta-Ray; S. P. Agrawal, 《Reorganization of North-East India Since 1947》, Concept Publishing Company, 57–92쪽, ISBN 978-81-7022-577-5
- Singh, Haorongbam Sudhirkumar (2011), “Socio-religious and Political Movements in Modern Manipur 1934–51”, 《INFLIBNET》 (Jawaharlal Nehru University/Shodhganga), hdl:10603/121665
- L. Joychandra Singh, The Lost Kingdom: Royal Chronicle of Manipur, Prajatantra Publishing House, 1995.
- Sen, Sipra (1992), 《Tribes and Castes of Manipur: Description and Select Bibliography》, Mittal Publications, ISBN 81-7099-310-5